# 中洲草堂遺集
《中洲草堂遺集》，古琴譜，明陳子昇輯。

## 琴譜介紹
此曲譜另有體系，因陳子昇也是詞曲家，譜內用了些當時詞曲記拍子的符號，可惜琴曲部分祗有《水東遊》一殘篇。古琴曲發展到明代末年，已有要求再指法之外另外記出板拍的傾向，在《水東遊》一譜中，是一個明顯的例子。
《水東遊》是明末南海陳子昇所作有譜無此的古琴曲。他和他的兄長陳子壯，隨明桂王西遷，子壯壯烈犧牲，子昂匿跡逃隱。從譜前小序看，此曲可能是意在表現亡國之恨。原譜刊載清道光間伍元薇所刻陳子昂的《中洲草堂遺集》卷二十一，爲粵十三家集之一。